# Sophronica subgrossepuncticollis
Sophronica subgrossepuncticollis är en skalbaggsart som beskrevs av Stefan von Breuning 1972. Sophronica subgrossepuncticollis ingår i släktet Sophronica och familjen långhorningar. Inga underarter finns listade i Catalogue of Life.